# Бауков, Леонид Иванович
Леонид Иванович Бауков (13 августа 1910 г., Петровск, Саратовская губерния, Российская империя — 23 марта 1986, Москва) — советский военачальник, генерал-полковник (1968).

## Биография
Член ВКП(б) с 1931 года.
В июне 1931 года призван на военную службу в Красную Армию, будучи направлен в неё по спецнабору ЦК ВКП(б). Окончил Саратовскую бронетанковую Краснознамённую школу РККА в 1932 году. Участник советско-финляндской войны, за боевые отличия в которой был награждён своей первой наградой — орденом Красной Звезды. К июню 1941 года был начальником штаба 11-го танкового полка 6-й танковой дивизии Закавказского военного округа. В той же должности в августе—сентябре 1941 года участвовал в операции по вводу советских войск в Иран
В сентябре 1941 года назначен начальником штаба 56-й танковой бригады Закавказского военного округа, которая формировалась в городе Вагаршапат Армянской ССР. Майор Бауков участвовал в Великой Отечественной войне с января 1942 года, когда бригада вступила в бой на Крымском фронте. Участвовал в боевых действиях на Керченском полуострове. С 28 мая 1942 года — начальник штаба 137-й танковой бригады на Северо-Кавказском и Сталинградском фронтах. С августа 1942 года — начальник штаба 174-й танковой бригады на Воронежском фронте (2 января 1943 года бригада была за отличия в боях переименована в 14-ю гвардейскую танковую бригаду). С 16 января 1943 года — командир 13-й гвардейской танковой бригады в Степном военном округе, на Воронежском и 1-м Украинском фронтах. С 29 октября 1944 года был заместителем командира по строевой части 4-го гвардейского танкового корпуса на 1-м Украинском фронте.
Участвовал в Сталинградской битве, Курской битве, Днепровско-Карпатской, Львовско-Сандомирской, Восточно-Карпатской, Висло-Одерской, Нижне-Силезской, Берлинской и Пражской наступательных операциях. Лично проявлял мужество в боях. За годы войны награждён 4 боевыми орденами. Был ранен.
После войны продолжил военную службу в той же должности, с мая 1946 года был заместителем командира 4-й гвардейской танковой Кантемировской дивизии. С июня 1946 по апрель 1949 и с мая 1950 по сентябрь 1953 — начальник штаба бронетанковых и механизированных войск Киевского военного округа. В 1950 году окончил Высшие академические курсы при Военной академии имени М. В. Фрунзе. С мая 1950 года — командир 9-й механизированной дивизии в Группе советских оккупационных войск в Германии (управление дивизии в г. Коттбус). С сентября 1953 — начальник управления боевой и физической подготовки штаба Группы советских войск в Германии, а с сентября 1954 — начальник управления боевой подготовки там же. С июня 1956 — командующий 3-й общевойсковой армией в ГСВГ. С декабря 1959 по октябрь 1963 года — первый заместитель командующего войсками Прибалтийского военного округа.
Окончил Военную академию бронетанковых войск в 1964 году. С июля 1964 года — первый заместитель командующего войсками Туркестанского военного округа. С августа 1967 года — главный военный советник в Алжирской Народной армии. С ноября 1971 года был в распоряжении Главнокомандующего Сухопутными войсками СССР, а с мая 1972 года — консультантом Военной академии Генерального штаба Вооружённых Сил СССР имени К. Е. Ворошилова. С февраля 1973 года в отставке.
Избирался депутатом Верховного Совета СССР 5-го созыва.
Умер в 1986 году в Москве. Похоронен на Ваганьковском кладбище (13 уч.).

## Воинские звания
- подполковник (20.10.1942)
- полковник (11.07.1943)
- генерал-майор танковых войск (3.08.1953)
- генерал-лейтенант (26.11.1956)
- генерал-полковник (19.02.1968)

## Награды
- орден Ленина (30.12.1956)
- четыре ордена Красного Знамени (14.03.1944, 23.04.1943, 19.11.1951, 31.10.1967)
- орден Суворова 2-й степени (3.06.1944)
- орден Кутузова 2-й степени (27.06.1945)
- орден Отечественной войны 1-й степени (11.03.1985)
- два ордена Красной Звезды (1.04.1940, 5.11.1946)
- медаль «За отвагу» (9.10.1942)
- Медаль «За боевые заслуги» (3.11.1944)
- медаль «За оборону Сталинграда»
- медаль «За освобождение Праги»
- другие медали СССР[4]

иностранные награды
- Крест Храбрых (Польша, 19.12.1968)
- Медаль «В память 20-летия Словацкого восстания 1944 года» (ЧССР, 1964)

ордена и медали

## Память
- Почётный гражданин города Грайворон Белгородской области.
- Его именем названа улица в городе Петровске.